# ボリヴァール・モドゥアウド・ゲデス
ボリヴァール・ゲデス（Bolívar Guedes）またはボリヴァール（Bolívar）ことボリヴァール・モドゥアウド・ゲデス（ポルトガル語: Bolívar Modualdo Guedes、1954年12月21日 - ）は、ブラジルの元サッカー選手。1972年ミュンヘンオリンピックブラジル代表。選手時代のポジションはDF。

## 家族
息子のボリヴァールもサッカー選手。